# 綏稜県
綏稜県（すいりょう-けん）は、中華人民共和国黒竜江省綏化市に位置する県。県人民政府の駐地は綏稜鎮。

## 地理
呼蘭河が域内に流れている。

## 歴史
県名は県北部の綏楞山に由来する。
1915年（民国4年）に設置された綏楞設治局を前身とする。1917年（民国6年）に綏楞県、1921年（民国10年）に綏稜県と改称され現在に至る。

## 行政区画
4街道、6鎮、5郷を管轄：
- 街道：車站街道、建設街道、西北街道、東南街道
- 鎮：綏稜鎮、上集鎮、四海店鎮、双岔河鎮、閣山鎮、長山鎮
- 郷：靠山郷、後頭郷、克音河郷、綏中郷、泥爾河郷

## 交通

### 鉄道
- 中国鉄路総公司
  - 中国鉄路ハルビン局集団公司
    - 浜北線 ハルビン方面）- 綏稜駅 -（北安方面）

### 道路
- 高速道路
  - 伊斉高速道路

## 健康・医療・衛生
- 綏稜県人民医院